# Shuhei Sato
Shūhei Satō (jap. 佐藤修平 Satō Shūhei; ur. 7 września 1987 w Asahikawie) – japoński snowboardzista specjalizujący się w halfpipe'ie. W 2013 roku wystartował na mistrzostwach świata w Stoneham, gdzie zajął 14. miejsce. W zawodach Pucharu Świata zadebiutował 26 sierpnia 2012 roku w Cardronie, zajmując drugie miejsce w halfpipe’ie. Tym samym już w swoim debiucie nie tylko zdobył pierwsze pucharowe punkty, ale od razu stanął na podium. W zawodach tych rozdzielił swego rodaka, Ryō Aono i Chińczyka Zhang Yiwei. Najlepsze wyniki osiągnął w sezonie 2012/2013, kiedy to zajął czwarte miejsce w klasyfikacji generalnej (AFU), a w klasyfikacji halfpipe’a był trzeci. Nie startował na igrzyskach olimpijskich. W 2014 roku zakończył karierę.

## Osiągnięcia

### Mistrzostwa świata
| Miejsce | Dzień       | Rok  | Miejscowość | Konkurencja | Zwycięzca           |
| ------- | ----------- | ---- | ----------- | ----------- | ------------------- |
| 14.     | 20 stycznia | 2013 | Stoneham    | Halfpipe    | Iouri Podladtchikov |

### Puchar Świata

#### Miejsca w klasyfikacji generalnej
- - AFU[2]
- sezon 2012/2013: 4.
- sezon 2013/2014: 33.

#### Miejsca na podium w zawodach
1. Cardrona – 26 sierpnia 2012 (halfpipe) - 2. miejsce
2. Sierra Nevada – 27 marca 2013 (halfpipe) - 3. miejsce